# Étel
Étel (An Intel trong tiếng Bretagne) là một xã ở tỉnh Morbihan trong vùng Bretagne tây bắc Pháp. Xã này có diện tích 1,74 km², dân số năm 1999 là 2165 người. Khu vực này có độ cao từ 0-17 mét trên mực nước biển.
Cư dân của Étel danh xưng trong tiếng Pháp là Étellois.